# Związek Romów Polskich

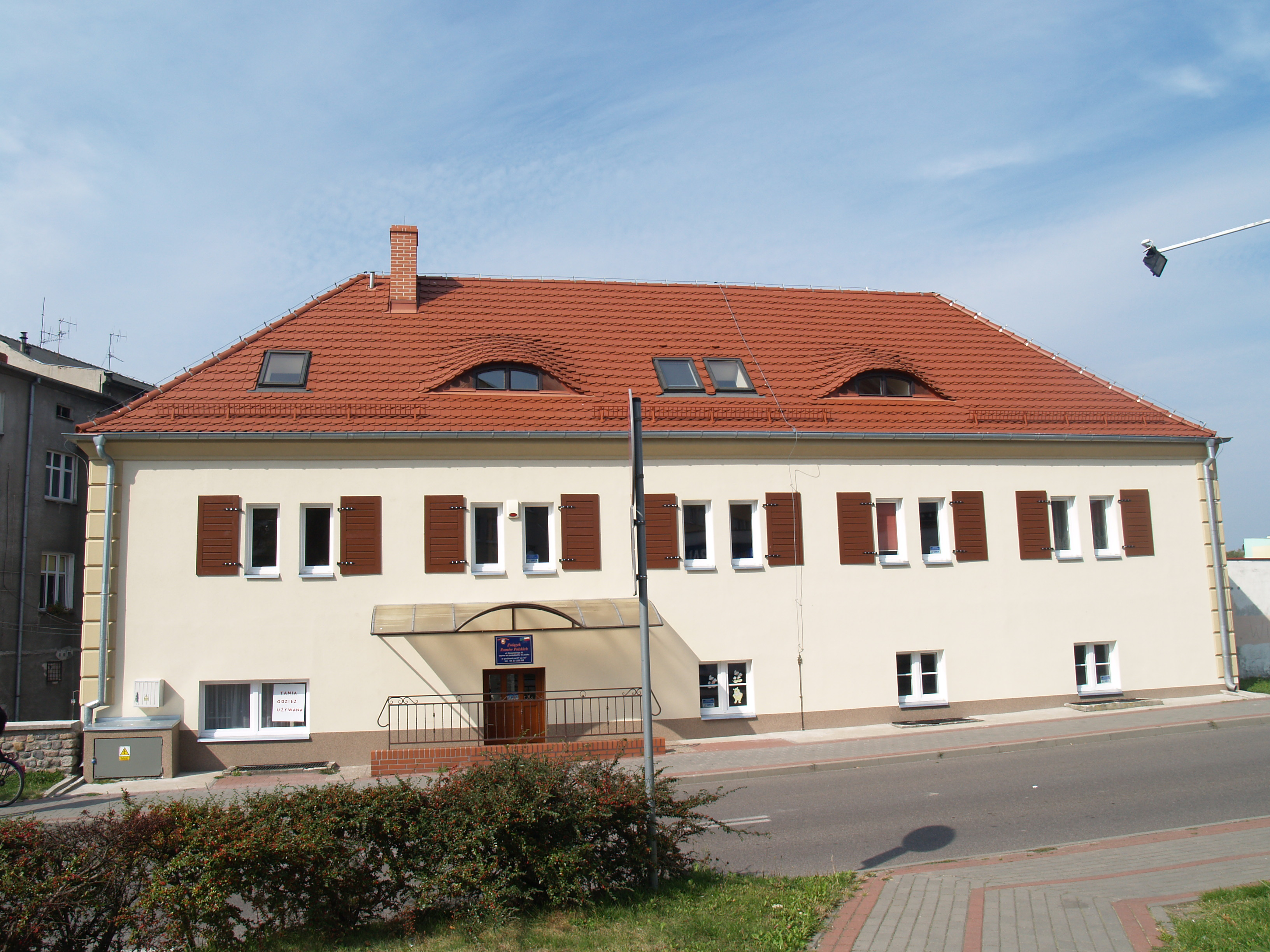
Siedziba w Szczecinku

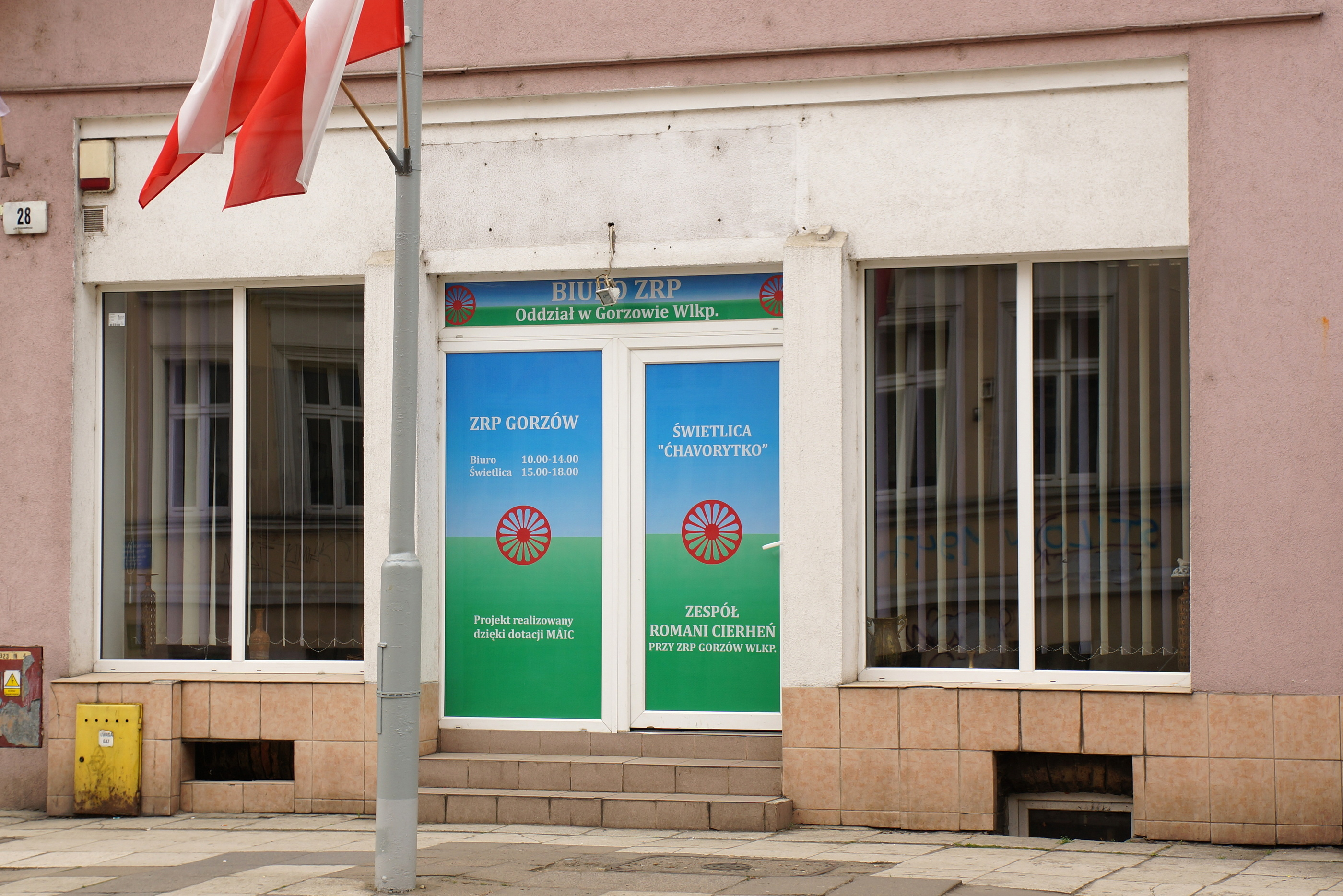
Biuro w Gorzowie Wlkp.

Związek Romów Polskich – organizacja powstała w 2000 r. z inicjatywy Romana Chojnackiego. Pojawiła się potrzeba pomocy dla ludności romskiej zamieszkałej w kraju i za granicą. Działania organizacji skierowane są przede wszystkim do Romów ale również do społeczeństwa polskiego. 
Celem Stowarzyszenia jest:
1. Mobilizowanie członków mniejszości romskiej do aktywnego udziału w nawiązywaniu i utrzymywaniu kontaktów i więzi narodowościowych, kulturowych i językowych pomiędzy ludnością pochodzenia romskiego mieszkającą na terenie działania oraz przedstawicielami innych narodowości w tym polskiej,
2. Prowadzenie działań w aspektach: kulturalnym, edukacyjnym, artystycznym oraz społecznym związanych z wielokulturowością oraz różnorodnością etniczną występującą na terenie działania oraz poza jego granicami,
3. Nawiązywanie łączności społeczno - kulturowo - oświatowej z podobnymi organizacjami romskimi i innymi mniejszościami narodowymi,
4. Pielęgnowanie tradycji, popularyzowanie, rozwijanie i nauczenie języka romskiego, szerzenie wiedzy o historii i kulturze narodu romskiego,
5. Popularyzowanie osiągnięć kulturalno-oświatowych, naukowych, społecznych i politycznych narodu romskiego,
6. Popieranie wszechstronnego rozwoju społeczeństwa romskiego, a zwłaszcza działalności społecznej, informacyjnej, kulturalnej, naukowej i oświatowej na rzecz rozwoju,
7. Działanie na rzecz równego dostępu romskich obywateli do informacji, edukacji i kultury oraz na rzecz podnoszenia poziomu wiedzy i wykształcenia osób narodowości romskiej,
8. Mobilizowanie dzieci i młodzieży do bardziej intensywnej nauki w szkołach polskich, do korzystania z kursów i kół zainteresowań działających na terenie kraju,
9. Promowanie zdobywania wiedzy i najwyższej jakości nauczania w kraju i zagranicą
10. Organizowanie życia koleżeńskiego,
11. Występowanie do władz i instytucji państwowych z postulatami dotyczącymi potrzeb społecznych ludności pochodzenia romskiego,
12. Pomoc finansowo-materialna dla najbardziej potrzebujących,
13. Rozwijanie świadomości prawnej i obywatelskiej poprzez pomoc społeczną polegającą na pisaniu pism procesowych, podań, wniosków, próśb do instytucji państwowych w zakresie działania Stowarzyszenia, udzielanie porad prawnych,
14. Opieka psychosocjalna i medyczna dla Romów, profilaktyka i promocja zdrowia,
15. Udzielanie wszechstronnej pomocy osobom narodowości romskiej uzależnionymi i zagrożonym uzależnieniom i rodzinom patologicznym,
16. Udzielanie pomocy i resocjalizacja byłych więźniów narodowości romskiej,
17. Pomoc charytatywna byłym więźniom i ich rodzinom,
18. Działalność na rzecz Romów - osób podlegających represjom wojennym i powojennym oraz ofiar holocaustu i ofiar przemocy o podłożu rasistowskim,
19. Działalność w zakresie obrony praw człowieka,
20. Upowszechnianie i ochrona swobód obywatelskich oraz działania wspomagające rozwój demokracji i społeczeństwa obywatelskiego,
21. Działanie na rzecz likwidacji dyskryminacji ze względu na płeć, rasę, wyznanie i przekonania polityczne oraz w życiu publicznym,
22. Promocja kwestii równouprawnienia kobiet i mężczyzn,
23. Wspieranie rozwoju przedsiębiorczości i aktywności obywatelskiej,
24. Aktywizacja zawodowa Romów, działalność na rzecz powstawania nowych miejsc pracy,
25. Walka z dyskryminacją na rynku pracy,
26. Wpływanie na życie polityczne kraju,
27. Wspieranie i rozwijanie romskiej twórczości dziennikarskiej, ochrona prawna działalności twórczej dziennikarzy, w tym zbiorowe zarządzanie ich prawami autorskimi i prawami pokrewnymi,
28. Dbałość o rzetelność i etykę dziennikarzy romskich,
29. Dbałość o rzetelne i wszechstronne informowanie społeczeństwa o mniejszości romskiej za pośrednictwem środków komunikowania społecznego.